# Tomàs Viladomiu i Bertran
Tomàs Viladomiu i Bertran   (Sallent, 30 de gener de 1809 - Viladomiu Vell, 24 de desembre de 1887) fou un industrial català, fundador de les colònies Viladomiu Vell i Viladomiu Nou.

## Biografia
Va ser fill de Tomàs Viladomiu i Obiols, natural de Berga, i d'Antònia Bertran i Martí, de Sallent. Els seus pares li inculcaren la fe i la pietat que practicaven d'una manera exemplar. Dotat d'un caràcter dòcil i humil, fou objecte de l'estimació de tothom qui el tractava. Des de petit, manifestà una enginyosa habilitat i afecció a tot el que feia referència a l'art dels teixits, del qual conegué tots els secrets. Fou company del beat Anton Maria Claret, amb qui compartia els jocs d'infantesa i assistia a missa, al rosari, al catecisme i a d'altres actes profitosos per al seu bé espiritual. En Tomàs escoltava embadalit l'Antonet, posat a dalt d'una trona o escambell, com repetia el sermó que havia sentit a l'església.
A l'edat de setze anys, en Tomàs es veié privat de la companyia del seu bon amic Claret, qui es traslladà a Barcelona per perfeccionar la seva professió. L'any següent, en Tomàs també es traslladà a la capital catalana per ampliar els seus coneixements industrials. S'allotjaven a la mateixa casa i dormien a la mateixa habitació, la qual cosa feu que l'amistat que tenien d'infants es refermés encara més.
Al cap de dos anys, Tomàs tornà a casa seva cridat pel seu pare, que, desitjant engegar la marxa del negoci de la seva fàbrica, pensà a recolzar-se en les excel·lents qualitats del seu fill.
L'1 de maig del 1828 va contraure matrimoni amb Paula Montañà i Escayola, amb qui va tenir vuit fills.
Quan el seu pare s'apropava als 65 anys i veient que les forces li mancaven, li encarregà la direcció definitiva del negoci dels telers que tenia a cal Putxeró de Sallent. Tomàs formà companyia amb Josep Bassany per ampliar el negoci i traslladà els telers de cal Putxeró a la casa de cal Rei. Al cap de poc, posà màquines de filar a cal Torres, a l'altra banda del pont de Sallent, davant per davant de cal Rei.
L'any 1848 fou nomenat alcalde del poble de Sallent. Aquesta etapa durà tres anys.
Tot i haver ampliat el negoci (tenia telers a tot arreu), la producció no era la desitjada ni responia tampoc al nombre de màquines que li funcionaven. La poca aigua que, al seu pas per Sallent, porta el riu Llobregat per causa de la forta sagnia que li ha donat la séquia que proveeix d'aigua Manresa i la discontinuïtat del treball a què per tal motiu es veia subjecte, s'oposava als plans de gran expansió industrial que des de feia temps madurava i el determinaren a cercar un lloc adient on trobés més salt i més aigua i on pogués reunir totes les màquines que tenia escampades a Sallent.
A principis de l'any 1868 llogà una tartana i pujà Llobregat amunt fins que arribà fins als plans de Sant Marc de Gironella. Després de reconèixer el terreny, s'adreçà al tartaner dient-li que ja podien tornar cap a Sallent, perquè ja tenia el lloc on edificaria la seva fàbrica. Com que l'indret escollit era poblat de pins i ple de brossa, la notícia del projecte que en Tomàs havia de construir-hi una fàbrica produí tanta estranyesa al tartaner que un cop a Sallent començà a dir que al Tomàs de cal Rei li havia agafat la quimera de voler edificar una fàbrica enmig d'un bosc. Al maig de 1868, en Tomàs comprà el primer tros de terreny. Immediatament, es començà d'obrir el canal i de construir la presa i la fàbrica. Les obres avançaren tan ràpidament que el mes de març de 1871 la fàbrica ja comença a treballar en la manufactura de filats i teixits. A continuació, es van esplanar les terres compreses entre el canal i el riu i es parcel·laren per fer-ne hortes de regadiu que es donaren a menar a les famílies dels obrers. Al segon pis de la fàbrica es construïren habitatges per als treballadors i per al mateix senyor Viladomiu, qui hi visqué fins a l'any 1878 en què s'edificà una casa per a ell.
El 1874 es construí el carrer de la Plaça.
El 1875, el carrer de cal peu Curt (actualment, no existeix).
L'any 1880 es començà la construcció de la fàbrica nova (Viladomiu Nou), la qual es posà en funcionament el 1882.
L'any 1883 comença l'edificació de l'església, on a banda i banda i feu construir unes escoles per a nois amb les corresponents habitacions per als professors. Aquest temple es va inaugurar l'any 1885 i el va dedicar al seu gran amic sallentí Antoni Maria Claret. Amb aquest inauguració, en Tomàs veié coronada la seva obra. Tenia una fàbrica on els obrers podrien guanyar el pa material per a ells i llurs fills i un temple on podrien trobar el nodriment espiritual de les seves ànimes.
El 1887 s'edificà un carrer nou, a un dels extrems del qual s'instal·là el forn de pa, i a l'altre extrem, la botiga de comestibles i l'estanc.
En Tomàs es feia gran i decidí deixà la direcció de totes les seves empreses i la confià als seus fills: Josep, Jacint i Marc. El dia 24 de desembre de 1887 a l'edat de 78 anys i, després d'haver rebut els sants sagraments, en Tomàs Viladomiu i Bertran morí.
La trista nova de la mort de l'avi Tomàs omplí de dol la colònia Viladomiu. Els seus obrers, que consideraven que havien perdut, més que el seu patró, un amic franc i lleial, i un pare tot cor i tot bondat, amb qui podien comptar sempre i especialment en les hores d'infortuni, se sentiren apesarats per la desgràcia soferta.